# Port lotniczy Gharis
Port lotniczy Gharis (IATA: MUW, ICAO: DAOV) – port lotniczy położony 5 kilometrów na południowy zachód od Gharis, w prowincji Muaskar, w Algierii.

## Kierunki lotów i linie lotnicze
| Linia Lotnicza   | Kierunek  |
| ---------------- | --------- |
| Tassili Airlines | 1. Algier |